# La Vie domestique
Pour plus de détails, voir Fiche technique et Distribution.
La Vie domestique est une comédie dramatique française, réalisé par Isabelle Czajka, sorti en 2013.
Il s'agit de l'adaptation cinématographique du roman de Rachel Cusk, Arlington Park, l'histoire étant transposée dans la banlieue cossue parisienne.

## Synopsis
Juliette se trouve à un tournant de sa vie. Mariée avec un proviseur, avec deux enfants dans cette banlieue résidentielle, elle ne veut pas devenir comme ses amies qui ont abandonné complètement leur activité professionnelle pour se consacrer à leur foyer. Auparavant Juliette était professeur, et elle attend une réponse pour un poste lui permettant de retourner sur le marché du travail dans l'édition. En attendant, elle anime un atelier littéraire, facultatif, pour des jeunes filles en difficulté dans un lycée professionnel, où dans une scène elle demande aux élèves de se prononcer sur un passage de La Promenade au phare de Virginia Woolf, qui fait un peu écho à sa vie. Le film suit Juliette, pendant 24 heures, entre ses obligations et son désir de travailler, mais également, dans une moindre mesure, la vie domestique de ses amies et des rapports avec leur maris respectif.

## Fiche technique
Sauf indication contraire, les informations mentionnées dans cette section peuvent être confirmées par la base de données cinématographiques IMDb,  présente dans la section « Liens externes ».
- Titre : La Vie domestique
- Réalisation : Isabelle Czajka
- Scénario : Rachel Cusk, Isabelle Czajka
- Casting : Leïla Fournier, Sarah Teper
- Décors : Valérie Bille
- Costumes : Christel Birot
- Son : Emmanuel Croset, Hervé Guyader
- Photographie : Renaud Chassaing
- Musique : Éric Neveux
- Montage : Isabelle Manquillet
- Production : Patrick Sobelman
- Société de production : Agat Films et Cie, France 2 Cinéma, France Télévisions, Canal+, Ciné+, Indéfilms 1
- Société de distribution : Ad Vitam Distribution
- Pays d'origine :  France
- Langue : français
- Format : couleur - 2,35:1 - DTS/Dolby Digital - 35 mm
- Genre : drame
- Durée : 93 minutes (1 h 33)
- Dates de sorties en salles : 
  -  France : 2 octobre 2013

## Distribution
- Emmanuelle Devos : Juliette
- Julie Ferrier : Betty
- Natacha Régnier : Marianne
- Helena Noguerra : Inès
- Laurent Poitrenaux : Thomas
- Michaël Abiteboul : Grégory
- Sava Lolov : Bertrand
- Grégoire Oestermann : Didier
- Marie-Christine Barrault : Nicole
- Laurent Capelluto : Mathieu
- Agathe Schlencker : Cindy
- Océane Mozas : Paloma
- Catherine Vinatier : la voisine
- Julia Dorval : la démonstratrice maquillage
- David Geselson : le CPE
- Louise Coldefy : Mia
- Brigitte Lo Cicero : Victoire
- Calypso Valois : Laura
- Stéphanie Gesnel : Béa
- Claire Chust : la coiffeuse
- Anne Agbadou-Masson : la jeune vendeuse
- Agnès Mir :  la mère énervée
- José Da Silva : la voix de l'alerte enlèvement

## Analyse
Isabelle Czajka explique au sujet de son film : « La vie domestique n’est ni la vie familiale, ni la vie conjugale… Dans ce film, mon idée était de décrypter la répartition des rôles dans le matériel et comment en découle, de fait, une domination masculine. Tous ces petits faits du quotidien dont s’occupent les femmes, qui tissent une sorte de travail invisible. Un travail dont on ne s’aperçoit que lorsqu’il n’est plus fait ! ». Certains, après avoir vu le film, lui on parlé de La Domination masculine de Pierre Bourdieu, paru en 1998 et qu'elle n'avait pas lu. Dans ce livre, il consacre quinze pages à La Promenade au phare, de Virginia Woolf, qu'elle pensait adapter à l'origine parce que elle traite du rôle de la femme comme épouse, mère et comme organisatrice sociale. Elle renonce à l’adapter en raison d'un problème d’époque où elle déclare : « je tenais à parler du contemporain. Avec un film d’époque, on m’aurait rétorqué : le féminisme est passé par là dessus ! Et je suis tombé sur le bouquin de Rachel Cusk, Arlington Park, qui se réclame de Virginia Woolf… ».